# Franz Adrian Köcher
Franz Adrian Köcher (auch Koecher; * 7. Februar 1786 in Prag; † 9. Januar 1846 in Breslau) war ein deutscher Mathematiker, Pädagoge und Hochschullehrer.

## Leben
Köcher war Sohn armer Eltern. Er absolvierte die Elementarschule zum Heiligen Geiste, dann die Gymnasialausbildung an den Gymnasien der Prager Neu- und Altstadt. 1803 nahm er die philosophischen Studien an der Universität Prag auf. Um seine Studien fortsetzen zu können, trat er auf Anraten der Eltern in den Piaristenorden ein. Nach der Philosophie widmete er sich dem Studium der Theologie, verfolgte aber den Wunsch der Ordensoberen nicht, eine wissenschaftliche Laufbahn im Bereich der Theologie einzuschlagen. Stattdessen baute er das Studium der Mathematik und Physik aus. Am 22. Mai 1815 wurde er mit der Dissertation Dissertatio physica de identitate lucis et caloris zum Dr. phil. promoviert und in dieser Zeit auch zum Priester geweiht. Er war als Professor der Mathematik und Physik an den Schulen in Beneschau, Prag, Schlackenwerth, Budweis, Reichenau, Kaaden, Jungbunzlau sowie zuletzt 1816 in Nikolsburg tätig. Außerdem war er kurze Zeit Präfekt der Theresianischen Ritterakademie in Wien.
Köcher entschloss sich aus dem Orden auszutreten und zum evangelischen Glauben überzutreten. 1817 kam er deshalb nach Breslau. Dort musste er sich erneut Prüfungen unterziehen, um an den örtlichen Schulen lehren zu dürfen, da seine böhmischen Abschlüsse für das Lehramt nicht anerkannt wurden. Im Februar 1818 übernahm er ein Lehramt am Reformierten Gymnasium in Breslau. Daneben erteilte er ab 1821 mathematischen Unterricht an der königlichen Divisionsschule der Stadt. 1825 wechselte er auf das Maria-Magdalenen-Gymnasium und am 2. Januar 1826 erfolgte an der Universität Breslau die Habilitation mit der Schrift Dissertatio mathem. sistens soliditatem ungularum circularium ellipticarum parobolicarum et hyperbolicarum taliumque cuneorum et conidum ope geometriae element. in calculum vocatam et calculo integrali denuo comprobatam. Anschließend lehrte er neben seinem Gymnasiallehramt als Privatdozent Mathematik an der Universität. 1840 bekam er für seine Verdienste von der Universität den Titel Professor verliehen.

## Werke (Auswahl)
- Ebene Trigonometrie und Polygonometrie, Kummer, Leipzig 1821.
- Die Combinationslehre und ihre Anwendung auf die Analysis, Kummer, Leipzig 1822. Digitale Bibliothek Elbing, Digitalisat UB Basel
- Dissertatio mathem. sistens soliditatem ungularum circularium ellipticarum parobolicarum et hyperbolicarum taliumque cuneorum et conidum ope geometriae element. in calculum vocatam et calculo integrali denuo comprobatam, Breslau 1826.
- Körperliche Geometrie nebst einer Erweiterung derselben, und sphärische Trigonometrie, Kupfer, Breslau 1833. Digitalisat SUB Göttingen
- Darstellung der mathematischen Geographie für die oberen Gymnasialclassen, Grass, Barth & Co, Breslau 1839.
- Grundzüge der ebenen Trigonometrie, Breslau 1843.